# Split-Board

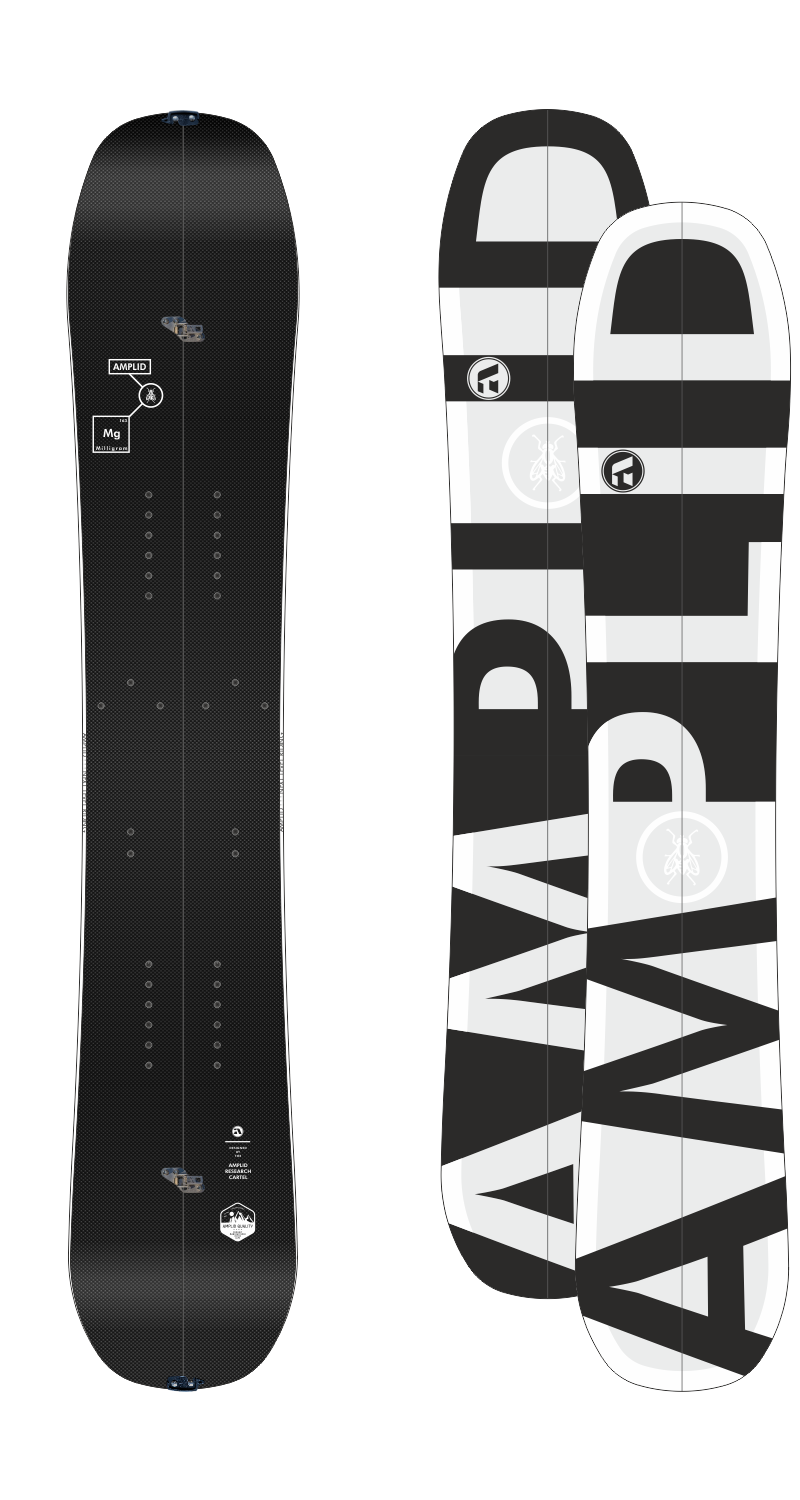
Modèle de Split-Board assemblée et sans fixations

Le Split-Board est une planche de snowboard  qui peut se scinder en deux pour adopter l'apparence de deux skis et permettre l'ascension d'une pente avec des « skis » aux pieds que l'on peut équiper de peaux de phoque, à l'instar du ski de randonnée. Cette discipline permet de pratiquer dans des endroits reculés en randonnant puis en "ridant" en snowboard.
Les fixations sont ajustées et peuvent adopter 2 positions : montée ou descente. La position de montée permet au skieur de dérouler le pied d'un pas naturel grâce au décollage du talon. La position descente offre une position de snowboard, c'est-à-dire de profil sur la planche.

## Différents types de Split-Board
La Split-board se présente en 2, 3 et 4 parties. La version en 2 parties dans le sens de la longueur est la plus répandue car elle est la plus pratique et la moins chère. Il en existe aussi en 3 parties : ce modèle permet de monter avec des « skis » moins larges et donc plus légers et maniables, ce qui favorise l'aisance à la montée. Il est scindé en 3 parties dans le sens de la longueur.

## Plusieurs systèmes de fixation[1]

### Système Voilé / Spark / Burton
Système éprouvé, le plus répandu et sûrement le plus simple, il est aussi le plus rapide à mettre en œuvre avec son système de glissière pour la descente et d’ergots pour la montée. En effet, ce système a contribué à la vulgarisation de la Split-Board et a permis une initiation plus aisée pour les débutants.

### Système Plum

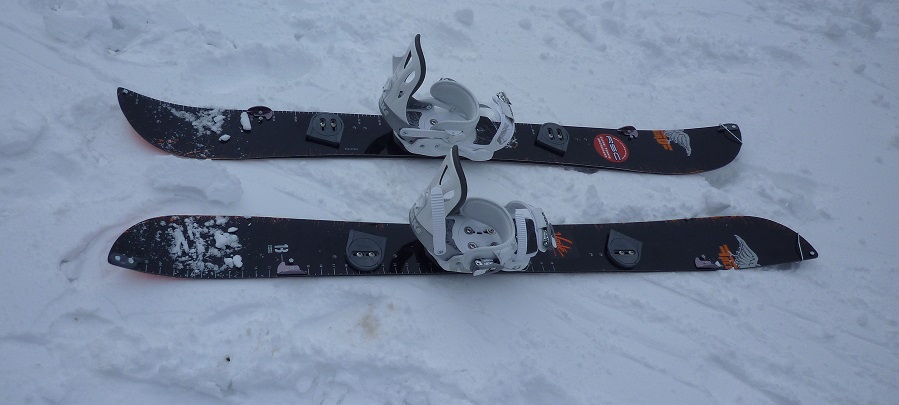
Split-Board en scindée afin d’effectuer l’ascension

De fabrication française, il est en aluminium et offre un système assez rigide et solide mais son avantage principal reste sa légèreté. Son inconvénient demeure la formation de glace sur les parties mobiles de la fixation lorsque les conditions météorologiques sont très froides, ce qui nécessite de les nettoyer minutieusement avant utilisation. La position montée s’installe grâce à un rail situé à l’avant de la fixation, la position de descente grâce à des cliquets latéraux.

### Système Karakoram
C'est le système américain. Pour la descente, la fixation doit s’insérer dans une mâchoire qui se ferme avec un système de levier à l’arrière de la fixation. La mâchoire est également présente à l’avant de la fixation pour le mode marche. Son avantage est sa grande légèreté mais il présente le même inconvénient que le système Plum,  avec la formation de glace sur la fixation par conditions extrêmes.

### Système Union (Expedition)
C'est la dernière en date.La particularité de cette fixation est la présence de matière plastique qui offre plus de souplesse que les autres fixations. Elle est plus confortable et mieux adaptée à la pratique de freestyle mais elle n’est pas la plus légère et reste assez délicate à manœuvrer. La position de descente s’installe par coulissement rotatif et une goupille verrouille la position. En revanche la position marche s’installe plus facilement en faisant coulisser l’axe de la goupille à l’avant de la fixation.

## Histoire

### À la fin des années 1980
Les Allemands, en Bavière, ont déposé des brevets sur les Split-Board de 2, 3 et 4 parties dans le sens de la longueur, suivis par les Américains. Cependant, les toutes premières Split-Boards étaient très rudimentaires et d'un usage confidentiel. Les pratiquants coupaient simplement leur snowboard en deux puis fixaient les deux parties avec un système artisanal. Ce système rudimentaire présentait un inconvénient : l'absence de carres sur l’intérieur du ski rendait l’ascension délicate sans accroche interne.

### Au début des années 1990
Les marques Fanatic et Nitro ont commencé à commercialiser des modèles, sans succès. Durant la saison 1999-2000, la marque Voile a sorti les premières fixations basés sur un système d’étrier et de rails. Qualifié de dispositif rudimentaire, il reste néanmoins toujours très utilisé.
En France, Eric Bobrowicz, concepteur snowboard au sein du Groupe Rossignol à Voiron, pour qui il a déposé de nombreux brevets entre 1995 et 2005, collabore avec le célèbre snowboarder Jeremy Jones sur un prototype de splitboard, à partir d'une planche de snowboard freeride, scindée en deux, et équipée d'un kit Voilé.

### En 2002
Burton fut la première grande marque à commercialiser la Split-Board avec succès puis d’autres marques ont suivi.

### En 2010
L'atelier Phénix qui fabrique la marque « phénix snowboards » commencera cette année-là à fabriquer des 3 parties et très rapidement des 4 parties, à la suite de l'arrêt du brevet sur la 4 parties qui s'arrêtera en juillet 2010 pour défaut de paiement.
Elle sera rejointe par Salomon en 2014, crédibilisant ainsi cette approche de la splitboard.

### Aujourd’hui
Ce matériel reste encore lourd et pas encore totalement adapté à la pratique de la marche. C’est pourquoi il reste encore des progrès techniques à faire. Les principales marques qui les produisent sont : Prior, Rossignol, Voile-USA, Amplid, Arbor, Jones, Burton, Plum, Rome SDN, Never Summer, Pathron, Völkl.